# 嚮導艦

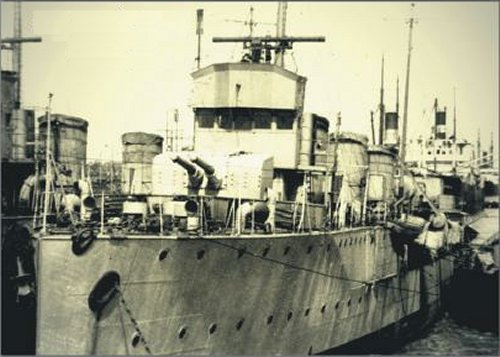
嚮導艦とみなされることのあるイタリア海軍軽偵察艦「スパルヴィエロ」（ルーマニア海軍「マラシュティ」時代)

嚮導艦（きょうどうかん）（flotilla leader）は、駆逐艦隊を指揮する旗艦。小型巡洋艦あるいは大型駆逐艦がその任に当たり、駆逐艦の場合は嚮導駆逐艦（きょうどうくちくかん）（destroyer leader）と呼ばれる。
第一次世界大戦で発展した艦種だが、ワシントン海軍軍縮条約とロンドン海軍軍縮会議後の発展や運用は、地域や各国で異なる。

## 概要
嚮導艦は、作戦室や無線室など艦隊指揮官用の旗艦設備を持ち、艦隊の指揮が行えるようになっている。艦隊の旗艦任務は従来軽巡洋艦が担当していたが、1900年代初めに新たな設計の駆逐艦が増え、艦隊の巡航速度が上昇すると従来の巡洋艦では艦隊の速度の歩調を合わせることができなくなり始めた。やがて嚮導艦として大型の駆逐艦が建造され、指揮任務を担うようになっていった。

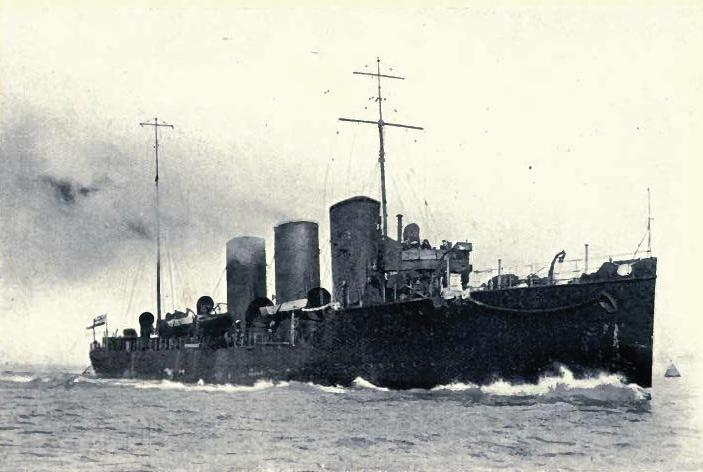
イギリス海軍の嚮導艦「スイフト」

嚮導艦（嚮導駆逐艦）の用途と発展は、列強各国で異なる。駆逐艦が対水雷艇任務のみではなく多種の目的に使用されるようになり、通信技術の進歩で艦隊指揮能力も向上するようになると、全ての駆逐艦が艦隊指揮能力を持てるようになり、専門の駆逐艦隊指揮艦の必要性は減少した。

### イギリス海軍
イギリス海軍で最後に建造された専門の嚮導駆逐艦は、1936年のI級嚮導艦「イングルフィールド」（HMS Inglefield, D02）であった。その後の嚮導艦は姉妹艦と同じ設計が使用されるようになったが、細部の艤装には、リーダー任務に適したような変更が加えられている。イギリス海軍では嚮導艦およびその指揮官は「キャプテン (D)」（Captain (D)）と呼ばれ、その煙突に色の帯が塗装され、識別された。
また、アドヴェンチャー級を初めとする防護巡洋艦の派生として、艦隊前衛での偵察任務を主目的として作られた「偵察巡洋艦（Scout cruiser）」は駆逐艦の旗艦としての運用も想定されており、後年の軽巡洋艦の雛型になるものがあった。

### アメリカ海軍
アメリカ海軍においては、1930年代にポーター級、サマーズ級が建造されたが、第二次世界大戦勃発後に軽巡洋艦が旗艦として用いられるようになったために、嚮導艦として用いられることはほとんどなかった。

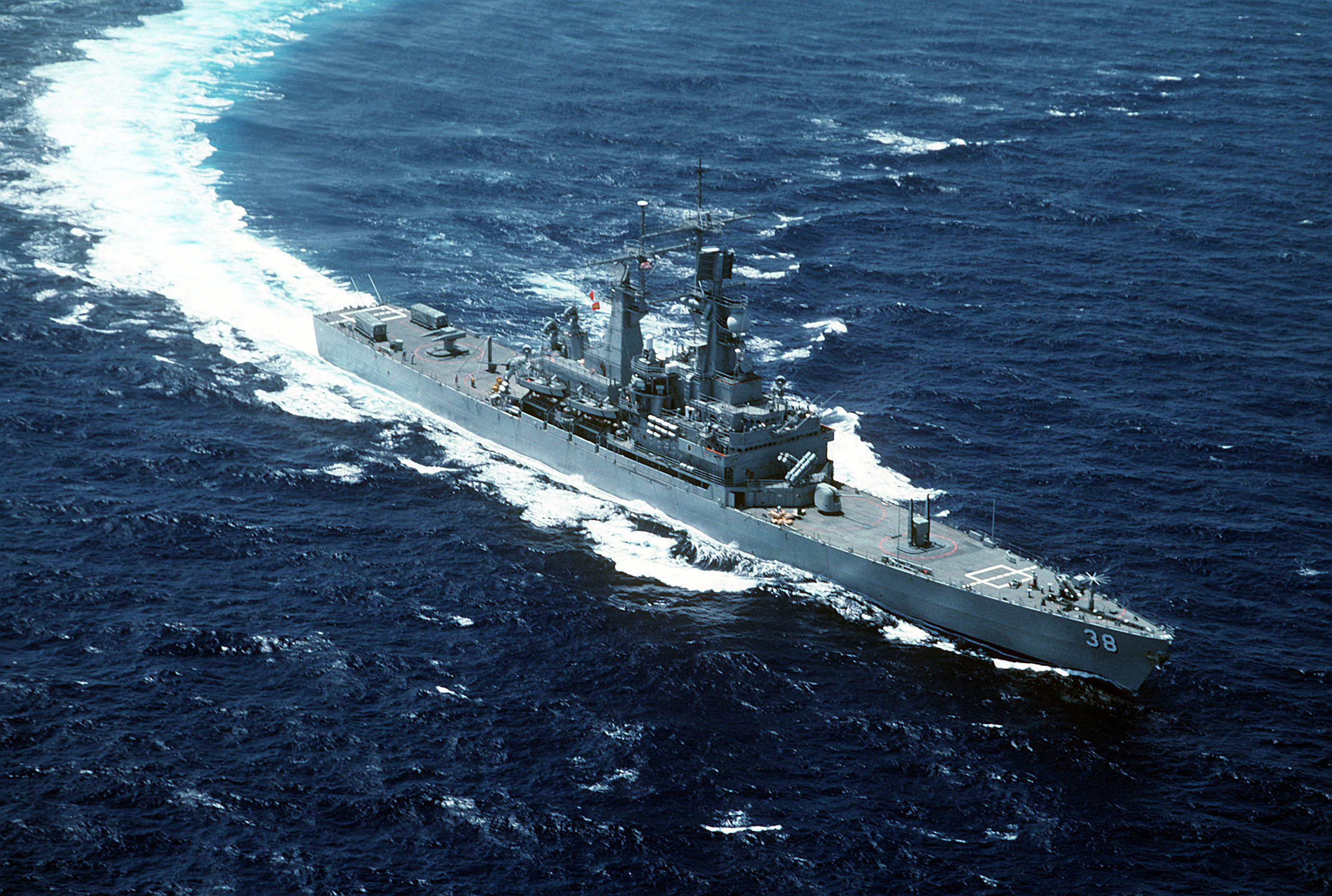
アメリカ海軍の原子力ミサイル嚮導巡洋艦「バージニア」

1950年代、従来の巡洋艦と駆逐艦との間を埋める中等（Mid-Mix）コンセプト艦として嚮導駆逐艦（DL）の整備が開始されたが、アメリカ海軍において嚮導駆逐艦はフリゲートと通称されており、新しい強力な対潜・水測兵装や、新しいテクノロジーである艦対空ミサイルを搭載して、空母戦闘群を構成する戦闘艦、あるいは水上戦闘群の旗艦として行動するように構想されていたため、原義での嚮導駆逐艦とは意味合いが異なる。初期に建造されたものは対潜任務に主眼をおいたもの（DL）であったが、1960年から就役を開始したファラガット級および、それ以後に建造された艦では艦隊防空ミサイルを搭載して防空艦となったミサイル・フリゲート（DLG）とされた。ただし、1975年の種別方法変更に伴って嚮導駆逐艦の名称は消滅し、嚮導駆逐艦に種別されていた艦はその大きさに従って、ミッチャー級とファラガット級は駆逐艦（DD）もしくはミサイル駆逐艦（DDG）へ、それ以外の艦（リーヒ級、「ベインブリッジ」、ベルナップ級、「トラクスタン」、カリフォルニア級、バージニア級）はミサイル巡洋艦（CG/CGN）に変更された。

### 大日本帝国海軍
大日本帝国海軍は「嚮導艦」「嚮導駆逐艦」という艦型・艦種を規定していなかった。嚮導艦に該当する艦種は軽巡洋艦（二等巡洋艦）であった。
帝国海軍は、駆逐艦3隻もしくは4隻からなる駆逐隊を3-4個束ね、水雷戦隊を編成していた。
駆逐隊司令（階級は原則として大佐、まれに中佐）が坐乗する駆逐艦を「司令駆逐艦」と呼称した。麾下の駆逐隊司令を指揮する水雷戦隊司令官（階級は少将）は、軽巡洋艦を旗艦とした。なお、特型駆逐艦として知られる吹雪型駆逐艦を、嚮導駆逐艦の一種として解説した1938年（昭和13年）の文献もある。
太平洋戦争（大東亜戦争）勃発後は、駆逐艦が水雷戦隊旗艦を務めることもあった（第三次ソロモン海戦時の朝潮型駆逐艦「朝雲」〈第四水雷戦隊旗艦〉、ルンガ沖夜戦時の夕雲型駆逐艦「長波」〈第二水雷戦隊旗艦〉、第二次ベララベラ海戦やセ号作戦時の陽炎型駆逐艦「秋雲」〈外南洋部隊増援部隊/第三水雷戦隊旗艦〉、多号作戦や北号作戦時の朝潮型駆逐艦「霞」〈第二水雷戦隊旗艦〉など）。また駆逐艦としては大型の秋月型駆逐艦が就役すると、水雷戦隊や戦隊の旗艦として運用した事例もある。